# Sulaiman Laiq
Sulaiman Laiq (en pastún: سلېمان لايق‎; Katavaze, 7 de octubre de 1930-31 de julio de 2020) fue un poeta y político afgano.

## Primeros años
Se graduó en la escuela secundaria Habibi de Kabul en 1947. Comenzó a estudiar teología en Paghman, pero fue expulsado por «declaraciones antirreligiosas» en 1952 y luego ingresó en la Facultad de la Sharia de la Universidad de Kabul, de donde también fue expulsado, pero por participar en manifestaciones de estudiantes en 1954. Finalmente, se inscribió en la Facultad de Literatura de la misma universidad, de donde se graduó en 1957.

## Consagración como poeta
Laiq pronto obtuvo gran fama como poeta, escribiendo tanto en pashto como en dari, los dos idiomas principales de Afganistán. Desde 1958 trabajó en diversos medios de comunicación: en el periódico kabulí Hivad, como adjunto del director de Radio Afganistán, como editor adjunto de la revista Zhvandun, etc. y en el Ministerio de Cultura.
Entre las obras más conocidas de Laiq se encuentran: «Canciones de Chungará» (1962), «La Carpa del Nómada» (1976), «Los Recuerdos y el Campo» (1978), «Vela» (1981), «Amanecer del Indo» (1983), «Sendero Brillante» (1984). En su obra se combina la lírica y las causas sociales. En 1959 recibió el Premio Estatal de Poesía.

## Militancia política
En 1965, Laiq fue uno de los miembros fundadores del Partido Democrático Popular de Afganistán (PDPA). En 1968 se convirtió en director y editor de Parcham («Bandera»), periódico que representaba al ala moderada del partido, dirigida por Babrak Karmal. En 1977 fue elegido miembro del Buró Político.

## Revolución y República Democrática
El PDPA tomó el poder en 1978 con la Revolución de Saur y se fundó la República Democrática. Laiq fue nombrado miembro del Consejo Revolucionario y Ministro de Radio y Televisión y tuvo el honor de escribir la letra del nuevo himno afgano, el Sé ardiente, sé más ardiente.
Pronto fue destituido de todos sus cargos a causa de la creciente influencia del ala radical del PDPA. Laiq fue encarcelado en Pul-i-Charkhi en marzo de 1979. Con el derrocamiento de Amín en diciembre de 1979 fue liberado y restaurado como miembro del Consejo Revolucionario. El 12 de abril de 1980 fue elegido Presidente de la Academia de Ciencias de Afganistán.
El 1 de junio de 1981 fue nombrado Ministro de las Nacionalidades y las Tribus y miembro del Comité Central del Partido. En 1986 regresó al Buró Político y en 1989 fue además miembro del Secretariado del PDPA. En 1989 dejó de ser Ministro de las Nacionalidades y las Tribus para pasar a ser Ministro de Fronteras hasta el año siguiente. En 1990 el PDPA fue reorganizado como Partido de la Patria; Laiq fue miembro de la Mesa Ejecutiva (equivalente al viejo Secretariado) del Consejo Central y Vicepresidente del Partido.

## Últimos años
En 1992 partió al exilio cuando los fundamentalistas muyahidines se hicieron con el control del país. Laiq se estableció en Alemania, que le concedió asilo político. Regresó a su patria cuando los estadounidenses derrocaron a los talibanes.